# Johan Anderson
Johan Anderson (Västerås, 29 settembre 1971) è un ex tennista australiano.

## Carriera
A livello giovanile ha conquistato il singolare ragazzi agli Australian Open 1988 e nel doppio ragazzi in coppia con Todd Woodbridge ha trionfato sia al Roland Garros 1989 che agli Australian Open 1989.
Tra i professionisti non è riuscito a ottenere gli stessi risultati: negli Slam ha raggiunto al massimo il terzo turno durante il Roland Garros 1990, venendo eliminato nettamente da Jim Courier, mentre nel circuito minore ha vinto un Challenger in singolare e due nel doppio maschile insieme a Lars-Anders Wahlgren.